# Cape Alava Trail
Le Cape Alava Trail est un sentier de randonnée du comté de Clallam, dans l'État de Washington, aux États-Unis. Situé au sein du parc national Olympique, il est classé National Recreation Trail depuis 1981.